# Diana’s Duets
Diana’s Duets — сборник американской певицы Дайаны Росс, выпущенный в 1981 году. Альбом включает в себя ранее выпущенные совместные треки певицы с The Supremes и The Temptations, дуэт с Марвином Гэем «I’ll Keep My Light in My Window», а также сингл «Pops, We Love You», записанный также с Гэем, Смоки Робинсоном и Стиви Уандером.
К моменту релиза сборника Росс уже подписала контракт с RCA Records и покинула Motown после долгого сотрудничества. Одним из последних релизов певицы на лейбле был девять недель занимавший первое место в Billboard Hot 100 супер-хит «Endless Love» — дуэт с Лайонелом Ричи. Поэтому Motown, для извлечения большей прибыли на имени Росс, выпустил коллекцию совместных работ певицы. Примечательно, что в американское издание так и не попала «Endless Love», однако при издании на европейском рынке она была добавлена вместе с ещё несколькими песнями.
Оформление диска изначально предназначалось для другого сборника, To Love Again, вышедшего ранее в том же году.

## Отзывы критиков
| Оценки критиков | Оценки критиков |
| Источник        | Оценка          |
| --------------- | --------------- |
| AllMusic        | [ 2 ]           |

Рон Уинн в своей рецензии AllMusic написал: «Эти песни, великолепно спродюсированные и аранжированные, с замечательными текстами, показывают, какой замечательной вокалисткой была Росс до того, как стала звездой и знаменитостью. Её подача, вокальный диапазон, интерпретация текстов и исполнение намного лучше, чем то, что она выдавала в конце 70-х и 80-х. Хотя её альбом с Марвином Гэем может называться её лучшим „дуэтом“, эта антология более чем соответствует требованиям».

## Список композиций
| №                   | Название                                                                 | Автор(ы)                                   | Длительность |
| ------------------- | ------------------------------------------------------------------------ | ------------------------------------------ | ------------ |
| 1.                  | «I’m Gonna Make You Love Me» (с The Supremes и The Temptations)          | Джерри Росс, Джерри Уильямс, Кеннет Гамбл  | 3:05         |
| 2.                  | «My Mistake (Was to Love You)» (с Марвином Гэем)                         | Глория Джонс, Пэм Сойер                    | 2:53         |
| 3.                  | «I’ll Try Something New» (с The Supremes и The Temptations)              | Смоки Робинсон                             | 2:16         |
| 4.                  | «Include Me in Your Life» (с Марвином Гэем)                              | Мэрилин Маклеод, Мел Болтон                | 3:06         |
| 5.                  | «I’ll Keep My Light in My Window» (с Марвином Гэем)                      | Леонард Кастон, Терри Макфаддин            | 4:25         |
| 6.                  | «Try It Baby» (с The Supremes и The Temptations)                         | Берри Горди                                | 3:30         |
| 7.                  | «Pops, We Love You» (с Марвином Гэем, Смоки Робинсоном и Стиви Уандером) | Мэрилин Маклеод, Пэм Сойер                 | 3:29         |
| 8.                  | «You Are Everything» (с Марвином Гэем)                                   | Линда Крид, Том Белл                       | 2:51         |
| 9.                  | «Stubborn Kind of Fellow» (с The Supremes и The Temptations)             | Джордж Горди, Марвин Гэй, Уильям Стивенсон | 3:08         |
| 10.                 | «Ain’t Nothing Like the Real Thing» (с The Supremes и The Temptations)   | Николас Эшфорд, Валери Симпсон             | 2:45         |
| Общая длительность: | Общая длительность:                                                      | Общая длительность:                        | 31:28        |

| №                   | Название                                                                 | Автор(ы)                                   | Длительность |
| ------------------- | ------------------------------------------------------------------------ | ------------------------------------------ | ------------ |
| 1.                  | «Endless Love» (с Лайонелом Ричи)                                        | Лайонел Ричи                               | 4:26         |
| 2.                  | «I’m Gonna Make You Love Me» (с The Supremes и The Temptations)          | Джерри Росс, Джерри Уильямс, Кеннет Гамбл  | 3:04         |
| 3.                  | «My Mistake (Was to Love You)» (с Марвином Гэем)                         | Глория Джонс, Пэм Сойер                    | 2:55         |
| 4.                  | «I’ll Try Something New» (с The Supremes и The Temptations)              | Смоки Робинсон                             | 2:19         |
| 5.                  | «You’re a Special Part of Me» (с Марвином Гэем)                          | Гарольд Джонсон, Эндрю Портер, Грег Райт   | 3:31         |
| 6.                  | «I Second That Emotion» (с The Supremes и The Temptations)               | Смоки Робинсон, Эл Кливленд                | 2:19         |
| 7.                  | «I’ll Keep My Light in My Window» (с Марвином Гэем)                      | Леонард Кастон, Терри Макфаддин            | 4:23         |
| 8.                  | «Try It Baby» (с The Supremes и The Temptations)                         | Берри Горди                                | 3:44         |
| 9.                  | «Stop, Look, Listen (To Your Heart)» (с Марвином Гэем)                   | Том Белл, Линда Крид                       | 2:52         |
| 10.                 | «Pops, We Love You» (с Марвином Гэем, Смоки Робинсоном и Стиви Уандером) | Мэрилин Маклеод, Пэм Сойер                 | 3:31         |
| 11.                 | «Uptight (Everything’s Alright)» (с The Supremes и The Temptations)      | Стиви Уандер, Сильвия Мой, Генри Косби     | 3:02         |
| 12.                 | «You Are Everything» (с Марвином Гэем)                                   | Линда Крид, Том Белл                       | 2:51         |
| 13.                 | «Stubborn Kind of Fellow» (с The Supremes и The Temptations)             | Джордж Горди, Марвин Гэй, Уильям Стивенсон | 3:10         |
| 14.                 | «Ain’t Nothing Like the Real Thing» (с The Supremes и The Temptations)   | Николас Эшфорд, Валери Симпсон             | 2:46         |
| Общая длительность: | Общая длительность:                                                      | Общая длительность:                        | 44:53        |

## Чарты
| Чарт (1981)                      | Высшая позиция |
| -------------------------------- | -------------- |
| Великобритания (UK Albums Chart) | 43             |

## Сертификации
| Регион                                                      | Сертификация | Продажи |
| ----------------------------------------------------------- | ------------ | ------- |
| Великобритания (BPI)                                        | Серебряный   | 60 000^ |
| ^ Данные о тиражах приведены только на основе сертификации. |              |         |